# Jonas Greiner
Jonas Greiner (* 10. Juni 1997 in Neuhaus am Rennweg) ist ein deutscher Kabarettist und Stand-up-Comedian.

## Werdegang
Greiner wuchs in Lauscha im Thüringer Wald auf. Während seiner Grundschulzeit lebte er in Sonneberg, Berlin und Steinach, bis er später wieder in seine Heimatstadt Lauscha zurückkehrte, wo er bis heute lebt. 2015 legte er das Abitur am Staatlichen Gymnasium Neuhaus am Rennweg ab.
Im Jahr 2016 stand er erstmals mit einem eigenen kurzen Auftritt beim Büttenabend des Lauschaer Carneval Vereins auf der Bühne. Nach weiteren Auftritten im Karneval nahm er 2017 am Grazer Kleinkunstvogel teil, wo er das Finale erreichte. Seitdem tritt er regelmäßig an verschiedenen Orten in ganz Deutschland auf. 2018 war Greiner beim NDR-Comedy-Contest zu sehen. Im Jahr 2019 wurde er beim HumorZone-Festival in Dresden von Olaf Schubert als Newcomer des Jahres mit dem "Güldenen August" ausgezeichnet, nachdem er den dazugehörigen Wettbewerb hatte gewinnen können. Sein Auftritt bei der Abschlussgala der HumorZone war im MDR und in Das Erste zu sehen. Im Mai 2019 trat er beim SWR3-Comedy-Festival in Bad Dürkheim auf. Im Februar 2020 belegte er beim 18. Hamburger Comedy Pokal hinter Jan van Weyde und Passun Azhand den dritten Platz.
In den Jahren 2019 und 2020 war Greiner in Luke! Die Greatnightshow in SAT.1, Riverboat im MDR, im Vereinsheim Schwabing im Bayerischen Rundfunk und anderen TV-Sendungen zu sehen. Er ist seitdem regelmäßig in verschiedenen Formaten in Fernsehen und Radio zu sehen und zu hören. Im Dezember 2020 war er Gast der Radiosendung "Querköpfe" im Deutschlandfunk. Seit 2021 ist er mit verschiedenen Radio-Comedys regelmäßig in der MDR Jump Morningshow zu hören. Zudem präsentiert er seit 2023 auf den Social-Media-Kanälen von MDR Jump das Satire-Format "Greiner Wahnsinn". Im Rahmen dieser Reihe unterbreitete er Harry Kane während der EURO 2024 ein Transferangebot zum Thüringer Siebtligisten SG Lauscha/Neuhaus. Über die Aktion wurde international berichtet. Später startete er im Rahmen des Formats eine scherzhafte Bewerbung Thüringens um die Austragung der nächsten Fußball-Weltmeisterschaft. Beim Bundesvision Comedy Contest 2024 von TV total auf ProSieben vertrat er sein Heimatbundesland und belegte dort den vierten Platz. Greiner tritt regelmäßig bei NightWash, im Quatsch Comedy Club und vielen anderen Live-Shows deutschlandweit auf.
Er bezeichnet sich selbst aufgrund seiner markanten Körpergröße von 2,07 m scherzhaft als den „größten Kabarettisten Deutschlands“. Sein erstes Soloprogramm hieß "In voller Länge", Premiere war im Oktober 2019. Seit 2023 ist er mit seinem zweiten Soloprogramm "Greiner für Alle!" auf Tour.

## Sonstiges
Von 2019 bis 2021 war er Mitglied des Kreistages im Landkreis Sonneberg, wo er im Ausschuss für Bildung, Kultur und Sport sowie im Ausschuss für Landkreisentwicklung, Wirtschaft und ÖPNV mitarbeitete. Seinen Austritt aus dem Kreistag begründete er mit Zeitproblemen. Greiner ist zudem als Mitglied des Stadtrates in Lauscha kommunalpolitisch aktiv. Dort ist er außerdem Vorsitzender des Ausschusses für Kultur, Sport, Tourismus und Gewerbeförderung. Er war von 2011 bis 2018 Mitglied der SPD. Anschließend trat er in die Partei DIE LINKE ein, aus der er jedoch 2021 wieder austrat, da er lieber seiner eigenen Linie folge, als der Linie einer Partei. Im Jahr 2020 setzte er sich gemeinsam mit anderen Kommunalpolitikern für den Erhalt des Krankenhauses Neuhaus am Rennweg ein.

## Fernsehen
- NDR: NDR Comedy Contest (2018)
- ARD, MDR: HumorZone – Die Gala (2019)
- MDR: Olafs Klub (2019, 2020, 2022, 2024)[20][21][22]
- MDR: Riverboat (2019)[23]
- ONE: SWR3-Comedy-Festival (2019)[24]
- MDR: Politischer Aschermittwoch – Die Krisensitzung (2020)[25]
- MDR: MDR-Osterfeuer (2020)[26]
- Comedy Central: Standup 3000 (2020)[27]
- BR: Vereinsheim Schwabing (2020, 2022)[28][29]
- SR: St. Ingberter Pfanne (2020)[30]
- SWR: Stuttgarter Besen (2020)[31]
- Comedy Central: Roast Battle (2020, 2021)
- Sat.1: Luke! Die Greatnightshow (2020)[32]
- SWR/SR: kabarett.com (2021)[33]
- MDR: Fakt Ist! (2021)[34]
- Sky: Quatsch Comedy Club (2022)[35]
- WDR: Mitternachtsspitzen (2024)[36]
- ProSieben: Bundesvision Comedy Contest (2024)[37]

## Auszeichnungen
- 2018: St. Prosper Kabarettpreis Erding[38]
- 2019: „Güldener August“ der HumorZone Dresden
- 2019: Wertheimer Affe[39]
- 2019: Frischfleischcomedy Düsseldorf Jahressieger
- 2020: Magdeburger Vakuum[40]
- 2020: Hamburger Comedy Pokal – 3. Platz[41]
- 2020: Leipziger Kupferpfennig[42]
- 2021: Tuttlinger Krähe (Publikumspreis)
- 2022: Fränkischer Kabarettpreis (2. Preis)
- 2023: Paulaner Solo+ (2. Platz)